# تاتیانا ژوک
تاتیانا ژوک (روسی: Татьяна Алексеевна Жук؛ ۱ ژانویهٔ ۱۹۴۶ – ۲۱ مارس ۲۰۱۱) اسکیت‌باز نمایشی اهل اتحاد جماهیر شوروی سوسیالیستی بود.